# Sporadanthus
Sporadanthus  es un género con siete especies de plantas herbáceas perteneciente a la familia Restionaceae. Es originario de Australia y Nueva Zelanda.

## Especies deSporadanthus
- Sporadanthus caudatus (L.A.S.Johnson & O.D.Evans) B.G.Briggs & L.A.S.Johnson, Telopea 8: 30 (1998).
- Sporadanthus ferrugineus de Lange, Heenan & B.D.Clarkson, New Zealand J. Bot. 37: 415 (1999).
- Sporadanthus gracilis (R.Br.) B.G.Briggs & L.A.S.Johnson, Telopea 8: 30 (1998).
- Sporadanthus interruptus (F.Muell.) B.G.Briggs & L.A.S.Johnson, Telopea 8: 30 (1998).
- Sporadanthus strictus (R.Br.) B.G.Briggs & L.A.S.Johnson, Telopea 8: 30 (1998).
- Sporadanthus tasmanicus (Hook.f.) B.G.Briggs & L.A.S.Johnson, Telopea 8: 31 (1998).
- Sporadanthus traversii (F.Muell.) F.Muell. ex Kirk, Trans. & Proc. New Zealand Inst. 10: 41 (1878).